# 各位大家 ～PANDA with Candy BEAR's～/「活著」
《各位大家 ～PANDA with Candy BEAR's～/「活著」」》（みんなでね ～PANDA with Candy BEAR's～/「生きる」）是中国歌手阿兰·达瓦卓玛以alan之名在日本发行的第十五张单曲。是继《Diamond/Over the clouds》后 alan 第二次发行双A面的单曲，将以三种版本的形式发行。

## 公信榜销售情况
| 周一 | 周二 | 周三 | 周四 | 周五 | 周六 | 周日 | 周榜 | 销量    |
| ---- | ---- | ---- | ---- | ---- | ---- | ---- | ---- | ------- |
| -    | 21位 | 21位 | 21位 | 23位 | 38位 | 27位 | 25位 | 4,013张 |
| -    | -    | -    | -    | -    | -    | -    | 55位 | 1,293张 |
| 47位 | -    | -    | -    | -    | -    | -    | -    | -       |

累积售出:5,306张

## 收录内容

### 版本A
- CD

1. - 作词：作曲：编曲：
2. - 作词：作曲：编曲：
3. (Instrumental)

- DVD
  1.  (alan 出演的music clip)
  2.  （预定收录约6分钟）

### 版本B
- CD

1. - 作词：作曲：编曲：
2. - 作词：作曲：编曲：
3. (Instrumental)

### 版本C
- CD

1. - 作词：作曲：编曲：
2. - 作词：作曲：编曲：
3. (Instrumental)

- DVD
  1.  (角色动画 music clip）(预定收录约6分钟)